# Priya Rai
Priya Anjali Rai (Nueva Delhi, 25 de diciembre de 1977) es una actriz pornográfica retirada y modelo erótica india.

## Biografía
Priya Rai nació en la India, pero fue adoptada por una pareja estadounidense a la edad de dos años. Creció en Minneapolis, Minnesota y estudió marketing en la Universidad Estatal de Arizona. Tras abandonar sus estudios, comenzó a trabajar  posando como modelo erótica. Sus comienzos se remontan a sesiones fotográficas de moda y trajes de baño. En 2007, la pornostar indio-americana apareció en la web Foxes.com con sus nuevos implantes en los senos. Dicho implantes fueron retocados en el año 2011 hasta alcanzar una copa E de sujetador.
En 2009, fue galardonada con un Premio AVN a la mejor escena lésbica en grupo por la película Cheerleaders de Digital Playground. En la misma compartía escena con Jesse Jane, Tommy Gunn, Memphis Monroe y Alexis Texas.

## Premios
- 2009 Premio AVN a la mejor escena lésbica en grupo (Cheerleaders).[4][5]

## Filmografía selectiva
- Breast Worship 4 - 2012 - Jules Jordan Video
- Busty Beauties: Breast Meat - 2008 - Hustler Video
- Busty Housewives - 2008 - Elegant Angel Productions
- Busty Loads 1 - 2007 - Voodoo House
- Cheating Wives Tales 8 - 2007 - New Sensations
- Cheerleaders - 2008 - Digital Playground
- Control 10 - 2008 - Digital Playground
- Cougar Hunter - 2009 - Wicked Pictures
- Deeper 9 - 2008 - Digital Playground
- Jesse Jane: Kiss Kiss - 2008 - Digital Playground
- Netchixxx Penthouse - 2008
- Octopussy: A XXX Parody - 2010 - New Sensations
- Straight Double D's - 2011 - BlueBird Films
- Surfer Girls 2 - 2008 - Shane's World
- We Got 'em All - 2007 - Back End Productions